# 마이크로페이먼트
마이크로페이먼트(영어: micropayment)는 소액 결제 시스템의 총칭이다. 소액 결제를 이용한 거래를 마이크로커머스 (microcommerce)라고 한다. 즉, 온라인 상에서 콘텐츠나 제품 구매시 휴대전화를 통해 본인 인증 후 이용 요금을 결제하여 익월 통신요금에 해당 구매 비용이 포함되어 청구되는 결제 방식을 말한다.
대한민국에서 휴대폰 소액결제 시장규모는 2001년 842억 원, 2002년 2천 894억, 2003년 4천 959억, 2004년 6천 464억, 2005년 8천 500억, 2006년 9천 600억원, 2007년 1조 3천억원, 2008년 1조 5천억원 순으로 빠르게 증가해 왔다. 특히 2007년 말 기준 서비스 이용자 수가 전체 휴대폰 가입자의 65.3%에 달하여, 10명 가운데 6명 이상이 휴대폰 소액 결제를 활용하는 것으로 나타났다. 2010년 기준 1조 8300억 원 시장이며, 2011년은 17.5% 성장한 2조 1600억 원으로 예상된다. 2022년 이러한 소액결제 현금화를 이용하는 분야는 더욱더 확장되고 있다